# Xã Centerville, Quận Linn, Kansas
Xã Centerville (tiếng Anh: Centerville Township) là một xã thuộc quận Linn, tiểu bang Kansas, Hoa Kỳ. Năm 2010, dân số của xã này là 404 người.